# ミハウ・ジロ
ミハウ・ジロ（ポーランド語: Michał Żyro [ˈmixaw ˈʐɨrɔ] 、1992年9月20日 - ）は、ポーランド・ワルシャワ出身のプロサッカー選手。Iリガ・ヴィスワ・クラクフ所属。ポジションは、フォワード。

## クラブ歴
KSピアセチュノというクラブで5シーズンプレーした後、13歳でレギア・ワルシャワの下部組織に入団。17歳でトップチームに昇格し、以降6年間で96試合13ゴールの成績を残した。
2016年12月、ウルヴァーハンプトン・ワンダラーズFCに移籍。契約は3年半で移籍金は非公開。翌1月に正式に入団した。2016年1月のFAカップ・ウェストハム・ユナイテッド戦で加入後初出場。同月のリーグ戦・フラム戦で初ゴールを挙げた。2016年4月のミルトン・キーンズ・ドンズ戦で相手DFのアントニー・カイからハードタックルを仕掛けられ、複数箇所の膝靱帯を損傷する大怪我を負った。この怪我で16ヶ月もの間ピッチを離れなければならなかった。長いリハビリの後、2017年8月のEFLカップ・サウサンプトン戦で復帰を果たした。